# 佐野いこいの森緑地
佐野いこいの森緑地（さのいこいのもりりょくち）は東京都足立区佐野にある公園、緑地である。

## 概要
佐野いこいの森緑地は伊奈忠次に仕えた佐野信蔵胤信の居館に起源を持つ。佐野家の屋敷林として同家の子孫が代々管理していたが、1974年4月1日に足立区が自然環境の保護のため屋敷林の一部を保存樹林第1号に指定し、1987年に佐野いこいの森として公園化した。
スダジイやケヤキ、マテバシイなど約30種の樹木から成る自然性の高い森林であり、野鳥なども多数生息している。このような自然林は都市化の進む同区内では珍しい環境であるとされている。
2017年からは土地区画整理事業に伴い佐野いこいの森緑地を北側と東側に拡張する改修工事が行われており、北側に駐車場が作られたほか、中川の土手に面した公園東側にトイレと管理用詰所を兼ねた長屋門風の建物とエントランス広場が設けられた。2021年4月4日には園内の遊歩道などの改修が完了し、工事のための閉鎖が解除された。